# Aegeïsche kunst
Aegeïsche kunst is de verzamelnaam voor de kunst van de drie grote Aegeïsche beschavingen, namelijk de Myceense, Cycladische en Minoïsche kunst. De Aegeïsche kunst wordt gekenmerkt door een realistische tendens, hoewel bijvoorbeeld de Cycladische kunst ook een abstractere tendens kende. Opvallend is ook dat geen enkele van de Aegeïsche beschavingen hun kunst beïnvloed werd door Fenicische of Oud-Egyptische kunst, maar elkaar wel onderling beïnvloeden. De verfijnde fresco's van de Aegeïsche beschavingen zijn een andere element dat de verschillende Aegeïsche beschavingen met elkaar deelden.

## Myceense kunst
De Myceense kunst was minstens even fraai als de Minoïsche waardoor ze beïnvloed werd. Ze is in tegenstelling tot de Minoïsche gekenmerkt door oorlogstaferelen. Het hoeft ons ook niet te verwonderen dat op de wapens van de Myceners schitterend inlegwerk gevonden werd met jacht- en oorlogstaferelen.

## Cycladische kunst
De Cycladische kunst staat bekend om haar kleine in wit marmer, modern ogende beeldjes(idolen), zonder gelaat en alleen een neus. De beeldjes zijn herleid tot de geometrische grondvormen. Opvallend is dat de beeldjes meestal een vrouw voorstellen. Aanvankelijk werden deze in graftombes gezet als afgodenbeeldjes, later werden ze echt gezien als kunstvorm.

Ook de bronzen wapens en voorwerpen uit klei en stenen (waaronder de "Frying pans") zijn mooie voorbeelden van de Cycladische kunst.

## Minoïsche kunst
De Minoïsche kunst is bekend wegens de voortreffelijke keramiek en fresco's. Ook had de hogere klasse de beschikking over 'moderne faciliteiten' als stromend water en riolering. De Minoërs kenden het schrift, eerst schreven zij een soort hiërogliefen, later in wat bekendstaat als het Lineair A. Het laatste was waarschijnlijk een lettergreepschrift. De taal die zij spraken is echter onbekend en niet verwant aan het Indo-Europese Grieks.

## Fresco's
Zoals gezegd was de fresco een van de gemeenschappelijke kenmerken van de verschillende Aegeïsche beschavingen op het gebied van kunst. Het volgende overzicht toont details van vrouwengezichten op fresco's uit de Myceense, Cycladische en Minoïsche kunst:

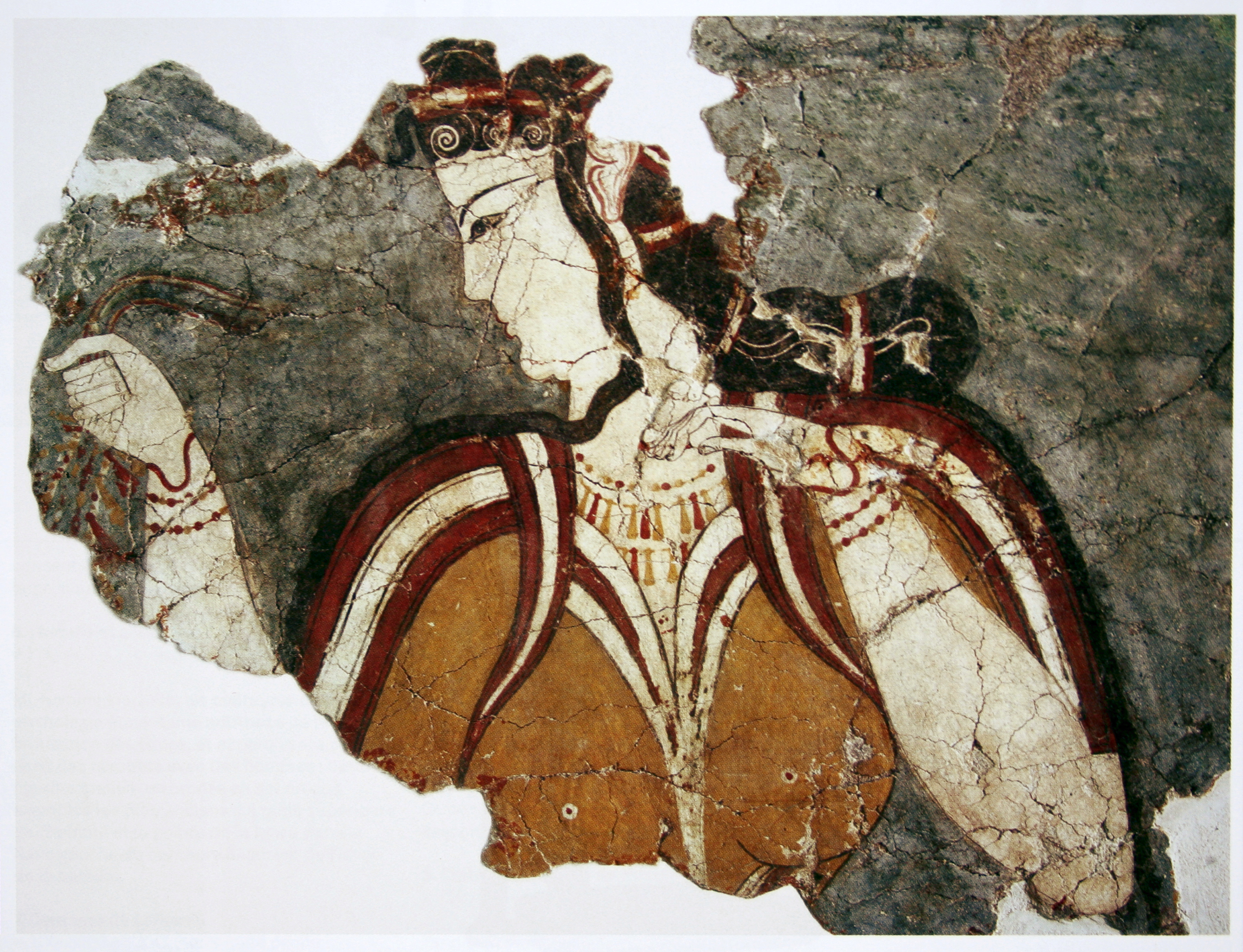
Myceense fresco.
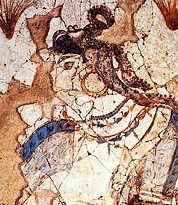
Cycladische fresco
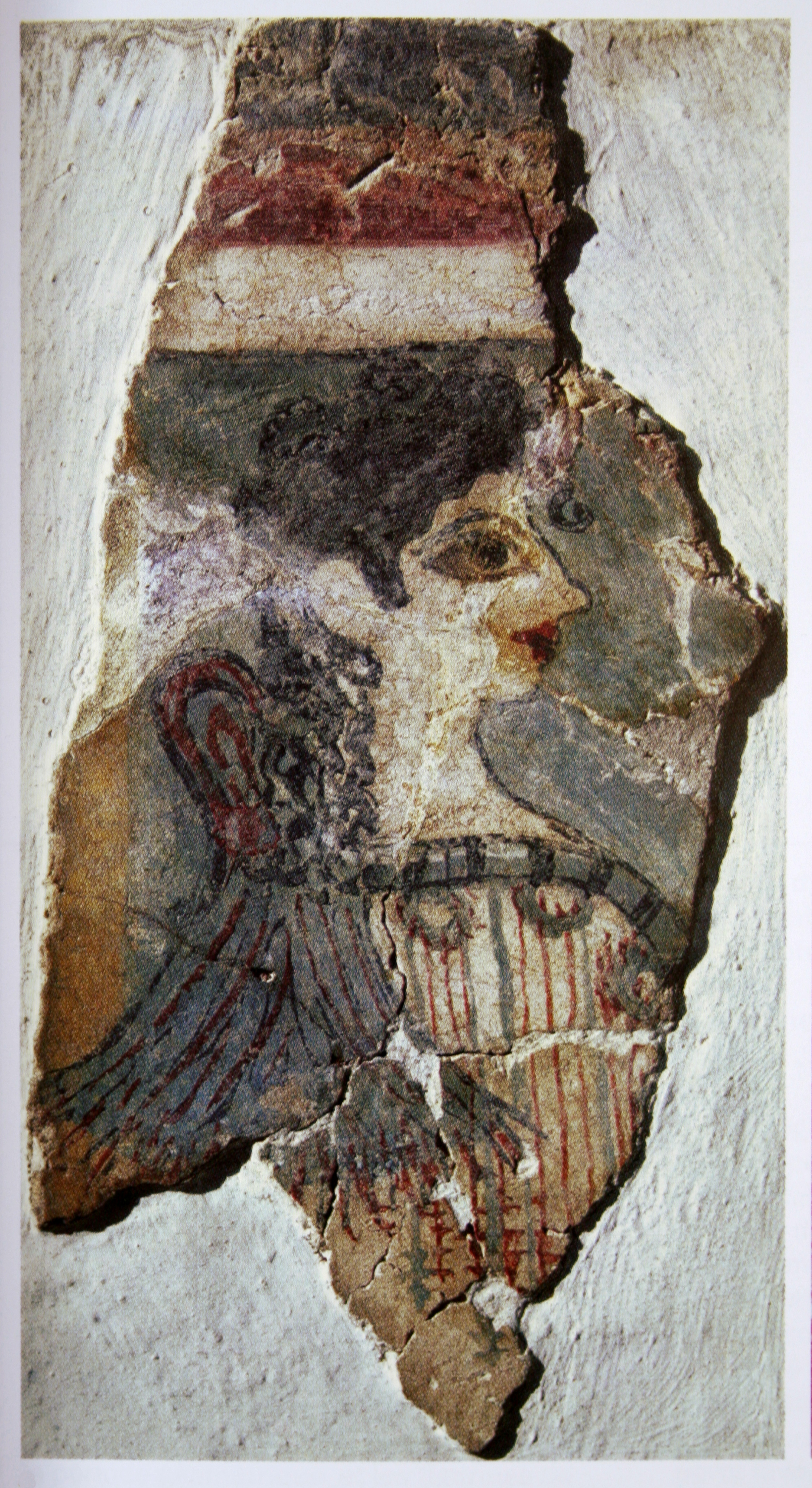
Minoïsche fresco.

## Beroemde voorbeelden van Aegeïsche kunst

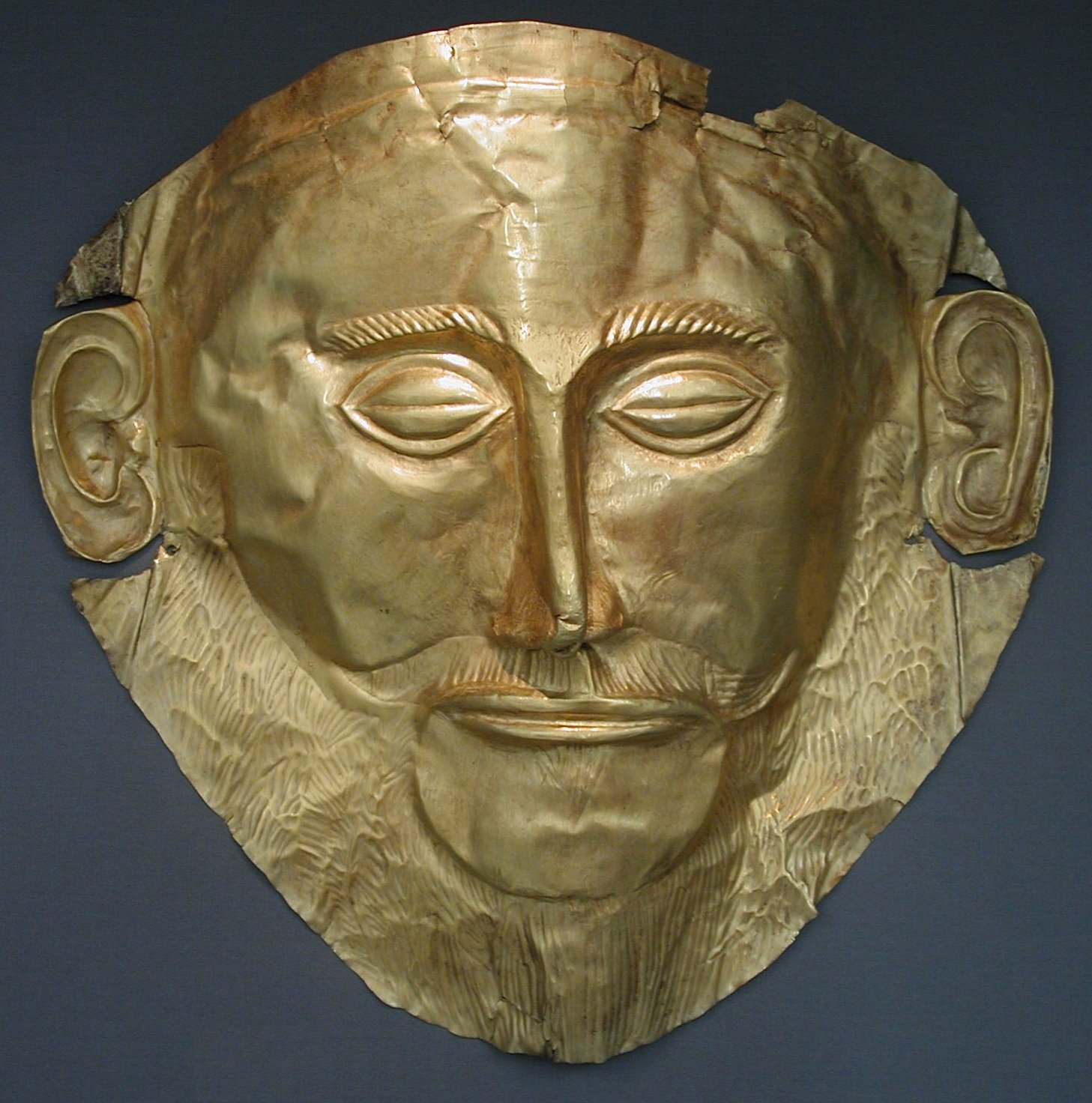
Het "dodenmasker van Agamemnon".
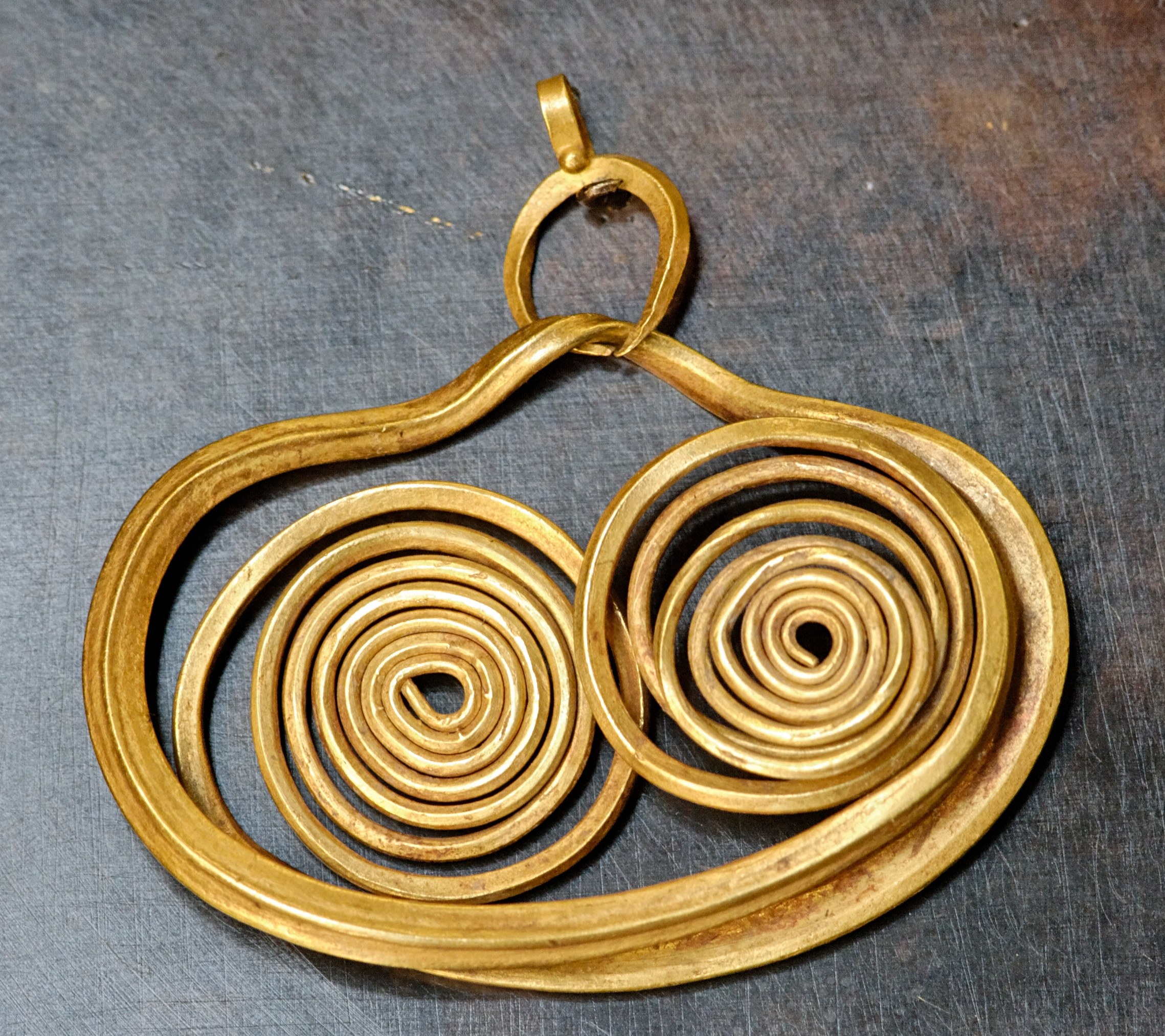
Myceense oorbellen.
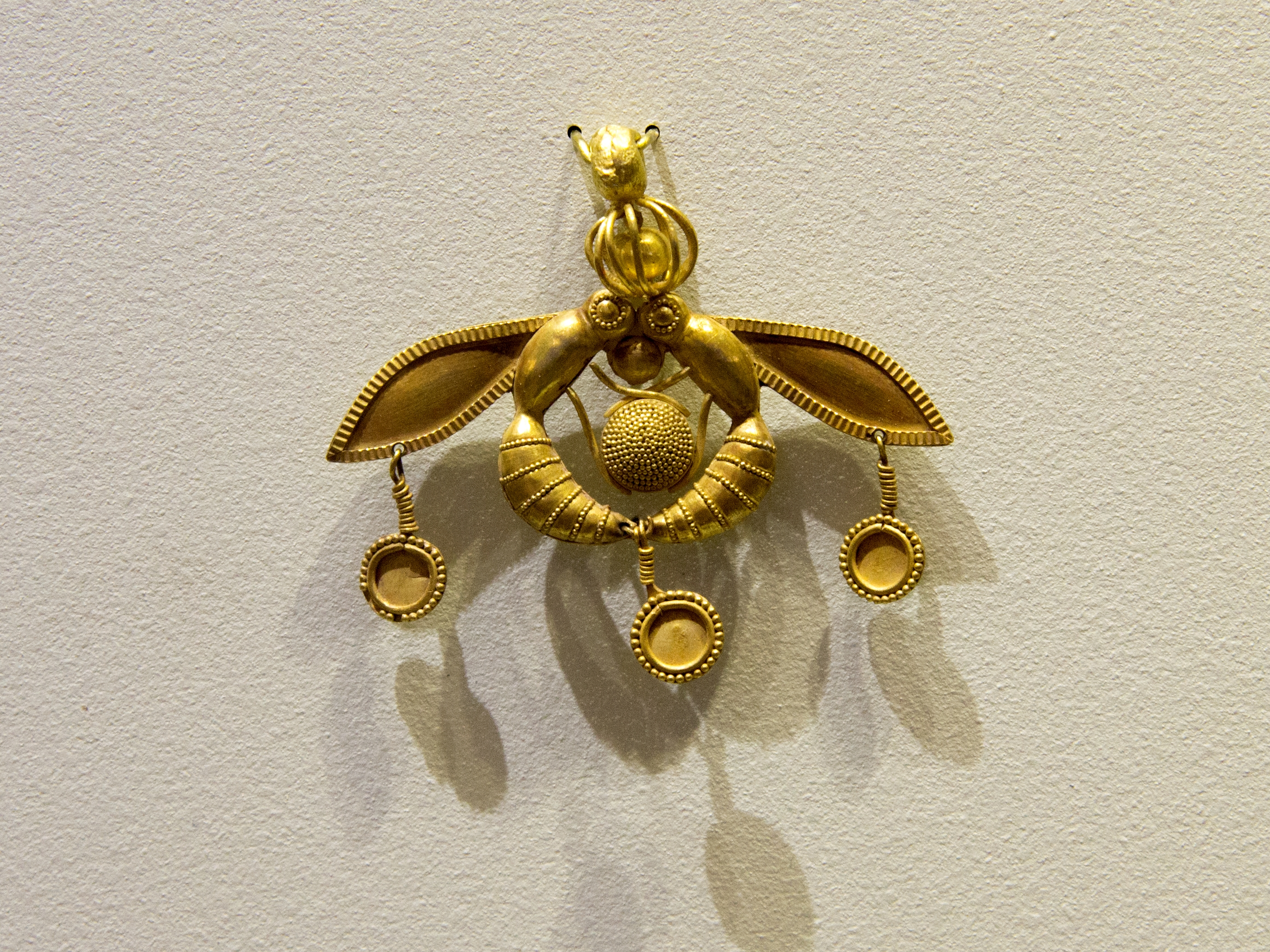
Minoïsche Bijenhanger.

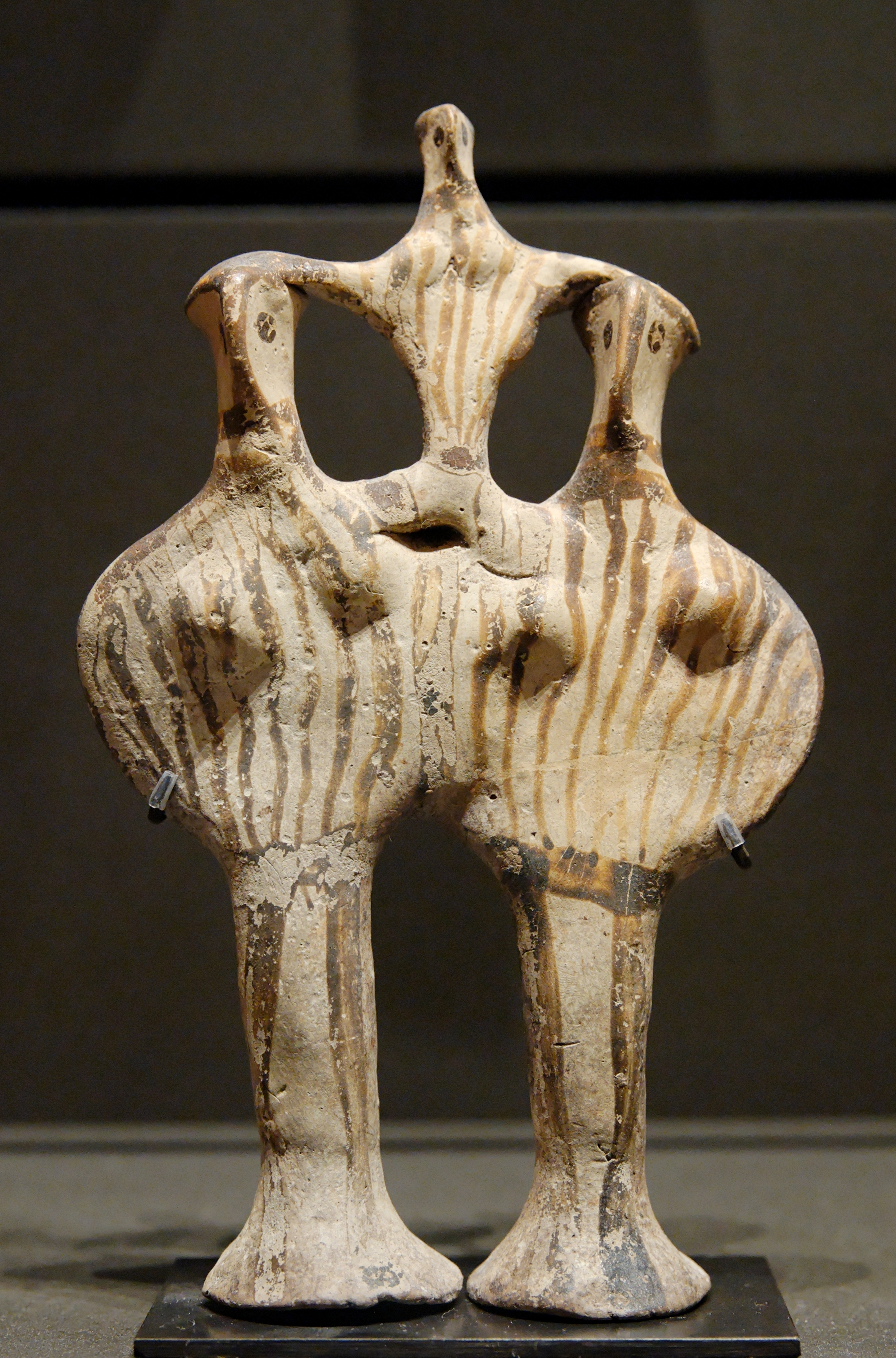
Myceense phi figurine.
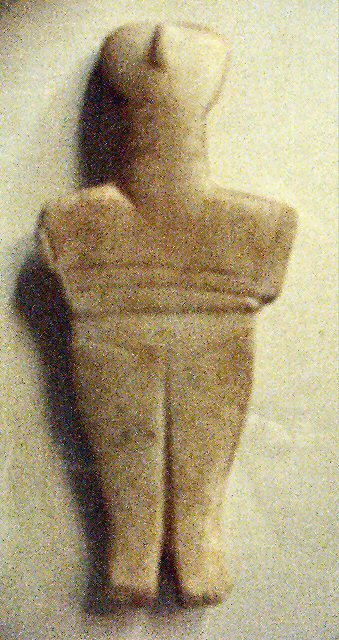
Cycladische idolen.
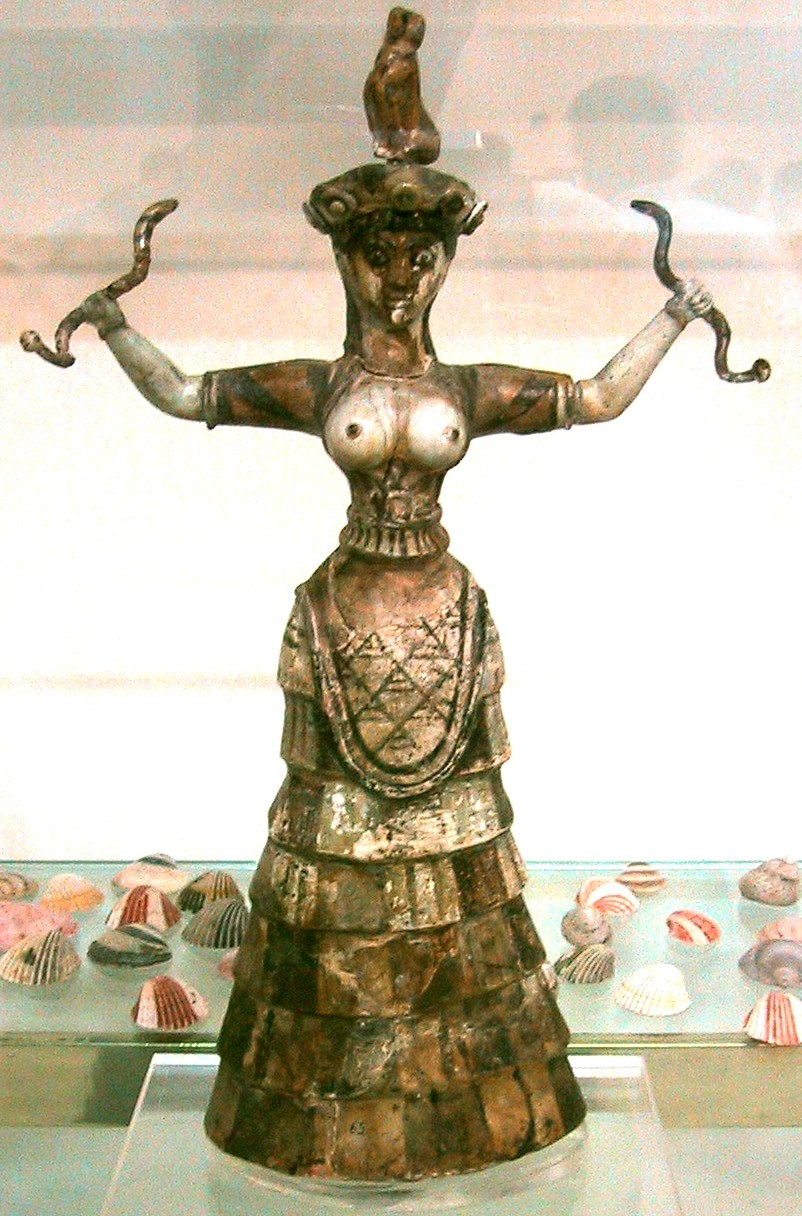
Myceense Slangengodin.

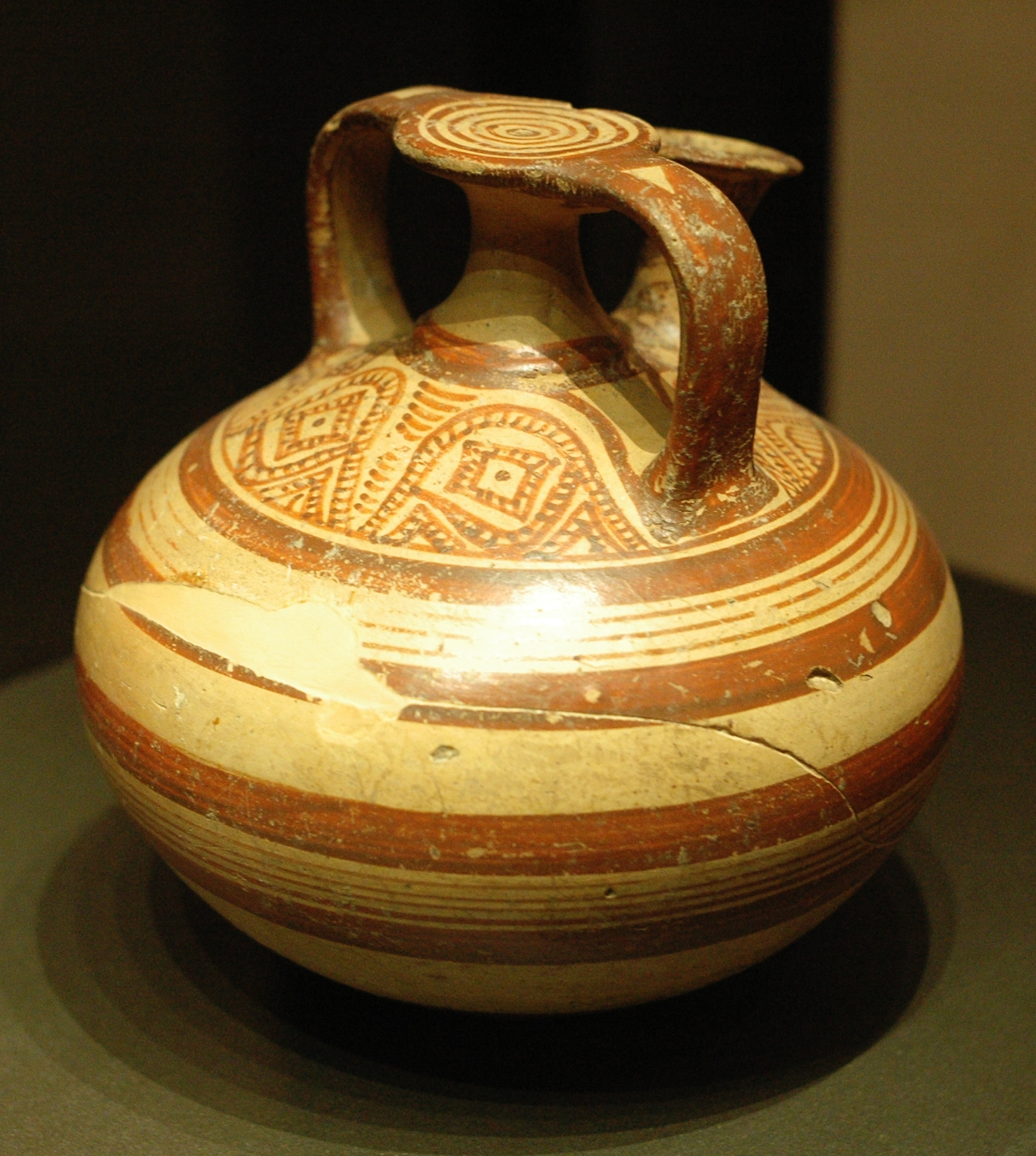
Myceense stirrup vaas.
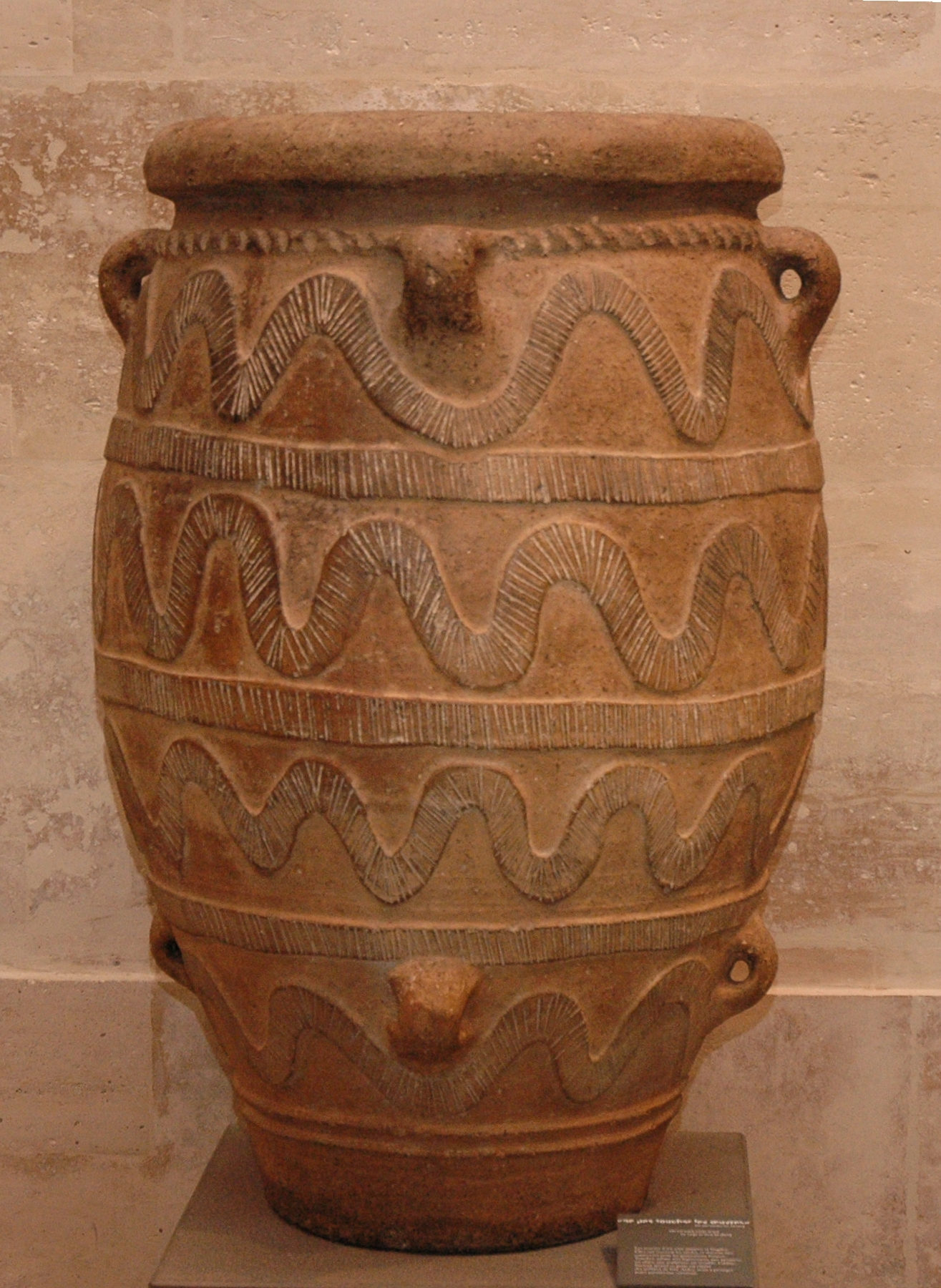
Minoïsche pithos.

## Verder lezen
- D. Preziosi - L. Hitchcock, Aegean Art and Architecture, Oxford, 1999. ISBN 0192842080